# Mackenzie Bowell
Mackenzie Bowell (Rickinghall, 27 dicembre 1823 – Belleville, 10 dicembre 1917) è stato un politico canadese.
Fu il quinto primo ministro del Canada dal 21 dicembre 1894 al 27 aprile 1896.

## Biografia
Sir Mackenzie Bowell nacque a Rickinghall nel Suffolk in Inghilterra da John Bowell e Elizabeth Marshall. Nel 1832 la sua famiglia emigrò a Belleville, nell'Ontario dove fu apprendista nella tipografia del giornale cittadino, The Intelligencer. Divenne stampatore ed editore di successo di quel giornale ed, in seguito, anche il proprietario. Fu esponente di rilievo del Orange Order of British North America di cui fu Grande Maestro dal 1870 al 1878. Nel 1847 sposò Harriet Moore da cui ebbe quattro figli e cinque figlie.
Bowell fu eletto la prima volta alla Camera dei Comuni nel 1867 nelle file del Partito Conservatore, per la circoscrizione di North Hastings, Ontario. Mantenne il seggio per i conservatori quando persero le elezioni del gennaio del 1874 nella scia del Pacific Scandal. Più tardi, nello stesso anno, fu decisivo nella vicenda dell'espulsione di Louis Riel dal parlamento. Nel 1878, con i conservatori ancora al governo, ricoprì la carica di Ministro delle Merci. Nel 1892 divenne Ministro della Difesa. Bowell restò nel governo come Ministro del Commercio,  ministero appena istituito, dopo essere diventato senatore lo stesso anno. Le sue visite in Australia nel 1893 portarono alla prima conferenza delle colonie e territori britannici, tenutasi a Ottawa nel 1894. Il 31 ottobre 1893 divenne Leader del Governo nel Senato.
Nel dicembre 1894, il primo ministro sir John Thompson morì improvvisamente e Bowell, come ministro più anziano, fu nominato sostituto di Thompson come Governatore Generale. Bowell divenne così il secondo dei soli due primi ministri canadesi ad essere incaricati durante la loro presenza in senato invece che alla camera (il primo fu John Abbott).
Come primo ministro, Bowell dovette affrontare la problematica questione scolastica del Manitoba. Nel 1890 il Manitoba aveva abolito gli stanziamenti pubblici per le scuole cattoliche contrariamente a quanto decretato nel Manitoba Act del 1870. Bowell ed i suoi predecessori avevano cercato di risolvere questo problema, ma la questione aveva diviso il paese ed il governo, compreso quello di Bowell. Egli fu svantaggiato nella gestione di questa situazione dalla propria mancanza di decisione e dall'impossibilità, in quanto senatore, di partecipare alle discussioni che si tennero alla camera. Bowell sostenne una legge, già in stato di bozza, che costringeva il Manitoba ad sostenere di nuovo le scuole cattoliche, ma ne ritardò l'entrata in vigore a causa di dissensi all'interno del governo. Con gli affari correnti dell'amministrazione in stallo, il gabinetto di Boswell decise che non poteva continuare e ne provocò la caduta: sette ministri si dimisero ed in seguito si opposero all'incarico dei successori. Sebbene Bowell li accusasse pubblicamente di essere un "covo di traditori", dovette accettare la situazione e dimettersi. Dopo dieci giorni, grazie ad un intervento a favore di Boswell da parte del Governatore Generale, la crisi di governo fu risolta e sei dei ministri furono reinsediati, ma la leadership fu di fatto in mano di Charles Tupper, che si era unito al governo in quel frangente per sostituire il settimo ministro. Tupper, che era stato Alto Commissario canadese presso il Regno Unito, era stato richiamato per sostituire Bowell. Bowell si dimise formalmente in favore di Tupper al termine della legislatura.
Bowell rimase in senato come leader del proprio partito fino al 1906 ed in seguito come semplice senatore fino alla sua morte. Morì di polmonite a Belleville pochi giorni prima del suo novantaquattresimo compleanno e fu seppellito nel cimitero locale.